# Divlji golub
Divlji golub (Golub pećinar, lat. Columba livia) je ptica iz porodica golubova, red golupčarki.
Od divljih golubova pećinara potječu sve domaće pasmine golubova. Vrsta ima oko 15 podvrsta.

## Osobine
Dužina mu je 32 – 34 cm, raspon krila oko 63 cm, dužina repa 10 cm, a teži oko 330 g. Golubica je nešto manja. Ova ptica ima perje škriljasto plave, mutnoplave boje. Perje na grudima i na vratu ima metalan odsjaj, koji je obično s donje strane purpurnog sjaja, dok je s gornje strane plavozelenog metalnog sjaja. Na krilima se nalaze dvije crne pruge (trake) i jedan crno obojeni široki završni rub na repu. Na donjem djelu leđa nalazi se svjetlije perje. Ženka je nešto blijeđe boje i ima znatno manje sjaja na grudima i vratu.

## Rasprostranjenost
Divlji golub živi na nekoliko otoka na sjeveru i na obalama Sredozemnog mora, uključujući i cijelu obalu Sjeverne Afrike, zatim Izrael, Siriju, Malu Aziju i Iran, ogranke Himalaje i drugdje. Na krševitim obalama Istre,  Dalmacije, Hrvatskog primorja, Like, Italije, Grčke i Male Azije živi u ljevkastim podzemnim udubljenjima i pukotinama stijena, često i duboko ispod zemlje. U Egiptu se viđa u blizini rječnih brzaka u velikim jatima, pa i usred pustinje iako je rijedak u unutrašnjosti Afrike. U Indiji je jedna od najčešćih divljih ptica, gdje nastanjuje mnogobrojne šupljine i udubljenja stijena, litica i grebena pored morske obale ili u blizini većih rijeka. Na sjeveru Europe se viđa najdalje do Stavangera u Norveškoj (59 stupnjeva sjeverne širine).

## Ponašanje
Golub pećinar je vrlo sličan običnom gradskom golubu uličaru. Od njega je nešto okretniji, malo brži u letu i znatno plašljiviji. Pri hodu se njiše kod svakog koraka. Leti odlično i postiže brzinu od sto kilometara na sat. Izbjegava praviti gnjezdo na drveću, iako se u sjevernoj Africi može vidjeti da se gnijezdi na palmama ili kod nas, na Jadranu, na drveću. Pri sakupljanju hrane je vrlo pokretan i može satima trčati u svim pravcima da bi napunio svoju voljku hranom. Pri pijenju vode redovito zagazi u vodu. Golub pećinar je miroljubiva ptica, ravnodušan i tolerantan prema drugim pticama.

## Prehrana
Golub pećinar se hrani zrnjem žitarica, korova, repice, mrkve, graška, grahorice i lana. Iako prilikom sjetve pojedu nešto žita ili drugog kultiviranog bilja, oni pojedu mnogo više sjemenki raznih vrsta korova, kojima daju prednost čak i kad imaju na raspolaganju i jedno i drugo sjemenje, te su ovi golubovi korisniji nego što se to obično misli.

## Razmnožavanje
Golub pećinar se leže bar dva puta godišnje, dok gradski golub to čini najmanje tri puta. Jednom spareni golubovi se rijetko kad rasparuju. Izuzeci su rijetki. Na mjestu koje je pogodno za gnijezdo mužjak se postavi glave spuštene prema zemlji i naročitim gukanjem zove svoju ženku. Golubica s raširenim krilima i uzdignutim repom dolazi k njemu, pažljivo mu kljunom gladi perje glave, a on isto čini i njoj te se ljubavna igra nastavlja izvan gnijezda. Golub i golubica se ljube kljunovima, da bi se najzad izvršio sam čin parenja. Poslije sparivanja ponosno koračaju amo-tamo da bi trenutak kasnije odletjeli nekud bez cilja i opet se vratili na staro mjesto. Kasnije će golub potjerati golubicu na gnijezdo, donijet će joj slamke i grančice, pa će u nevješto sagrađeno gnijezdo snesti dva bijela, glatka, duguljasta i sjajna jaja. Golub i golubica zajedno sjede na jajima. Poslije 16 – 18 dana mladi se legu iz jaja. Roditelji ih ispočetka hrane kašom koja se stvara u sluzokoži voljke, a kasnije omekšalim sjemenjem, a na kraju tvrđim sjemenjem pomješanim s kamenčićima i česticama zemlje. Poslije 4 tjedna golupčići izlijeću iz gnijezda i brinu se sami o sebi, a roditelji se pripremaju za novo leglo.